# Drapetes
Drapetes is een geslacht van kevers uit de familie  
kniptorren (Elateridae).
Het geslacht is voor het eerst wetenschappelijk beschreven in 1821 door Dejean.

## Soorten
- Drapetes abdominalis Bonvouloir, 1859
- Drapetes abei Nakane, 1985
- Drapetes affinis Bonvouloir, 1882
- Drapetes africanus Cobos, 1960
- Drapetes alvarengai Cobos, 1975
- Drapetes amplius Cobos, 1966
- Drapetes ardens (Gerstaecker, 1860)
- Drapetes argenteopilosus Cobos, 1966
- Drapetes aterrimus Horn, 1890
- Drapetes balteatus Bonvouloir, 1859
- Drapetes batesi Bonvouloir, 1861
- Drapetes beckeri Cobos, 1975
- Drapetes bicoloratus Cobos, 1972
- Drapetes bipustulatus Bonvouloir, 1859
- Drapetes brunneus Bonvouloir, 1859
- Drapetes cayennensis Bonvouloir, 1859
- Drapetes cerasinus (Gerstaecker, 1860)
- Drapetes chalybeus (Gerstaecker, 1860)
- Drapetes cingulatus Horn, 1890
- Drapetes clarkii Bonvouloir, 1861
- Drapetes coiffaiti Cobos, 1972
- Drapetes collaris Bonvouloir, 1859
- Drapetes corallinus Cobos, 1975
- Drapetes cyaneus Bonvouloir, 1859
- Drapetes cylindricus Fall, 1932
- Drapetes dimidiatipennis Bonvouloir, 1859
- Drapetes dimidiatus (Gerstaecker, 1860)
- Drapetes ecarinatus Schaeffer, 1916
- Drapetes elongatus Cobos, 1975
- Drapetes falsarius Cobos, 1975
- Drapetes fasciatus Bonvouloir, 1859
- Drapetes ferrugineus Cobos, 1972
- Drapetes feudei Cobos, 1966
- Drapetes flavifrons Bonvouloir, 1861
- Drapetes flavipes Baudi di Selve, 1870
- Drapetes fratrus Bonvouloir, 1860
- Drapetes fuscus Bonvouloir, 1861
- Drapetes geminatus (Say, 1825)
- Drapetes grandis Bonvouloir, 1859
- Drapetes guineensis Cobos, 1961
- Drapetes haemorrhoidalis Horn, 1890
- Drapetes heydeni Heyden, 1867
- Drapetes howdeni Cobos, 1975
- Drapetes jansoni Bonvouloir, 1859
- Drapetes lateralis Bonvouloir, 1859
- Drapetes marginicollis Horn, 1890
- Drapetes mediorufus Fleutiaux, 1911
- Drapetes minimus Fleutiaux, 1895
- Drapetes mordelloides (Host, 1789)
- Drapetes niger Bonvouloir, 1859
- Drapetes nigricans Bonvouloir, 1859
- Drapetes nigriceps Bonvouloir, 1859
- Drapetes nigripennis DuVal, 1856
- Drapetes nigripes Bonvouloir, 1859
- Drapetes nitidus (Melsheimer, 1846)
- Drapetes nitidus Melsheimer
- Drapetes ovalis Horn, 1890
- Drapetes paralellus Cobos, 1975
- Drapetes plagiatus (Boheman, 1858)
- Drapetes proximus Cobos, 1975
- Drapetes punctulatus Horn, 1890
- Drapetes pusillus Horn, 1890
- Drapetes quadrimaculatus Horn, 1890
- Drapetes quadrinotatus Horn, 1890
- Drapetes quadripustulatus Bonvouloir, 1859
- Drapetes quadrisignatus Bonvouloir, 1861
- Drapetes quirsfeldi Cobos, 1963
- Drapetes retrofasciatus Bonvouloir, 1860
- Drapetes rubimaculatus Cobos, 1966
- Drapetes rubricollis LeConte, 1863
- Drapetes rubrofasciatus Bonvouloir, 1859
- Drapetes ruficollis Bonvouloir, 1859
- Drapetes sanguinicollis Bonvouloir, 1860
- Drapetes sellatus Bonvouloir, 1859
- Drapetes semicinctus Horn, 1890
- Drapetes seminiger Cobos, 1972
- Drapetes semirufa Bonvouloir, 1859
- Drapetes similaris Cobos, 1975
- Drapetes submaculatus Bonvouloir, 1861
- Drapetes subpubescens Cobos, 1975
- Drapetes subula (Gerstaecker, 1860)
- Drapetes sulcatus Rost, 1892
- Drapetes taeniolatus Horn, 1890
- Drapetes talyschensis Dolin & Agajev, 1985
- Drapetes tomentosus Bonvouloir, 1859
- Drapetes torigaii Nakane, 1985
- Drapetes trinidensis Cobos, 1975
- Drapetes tripartitus Bonvouloir, 1861
- Drapetes tunicatus Bonvouloir, 1859
- Drapetes unicolor Bonvouloir, 1859
- Drapetes unifasciatus Cobos, 1966
- Drapetes variegatus Bonvouloir, 1859
- Drapetes vianai Cobos, 1975
- Drapetes vicinus Fleutiaux, 1897
- Drapetes viedmai Cobos, 1963